# Eugeniusz de Mazenod
Eugeniusz de Mazenod (ur. 1 sierpnia 1782 w Aix-en-Provence, zm. 21 maja 1861) – kapłan, założyciel i generał zgromadzenia zakonnego Misjonarzy Oblatów Maryi Niepokalanej (OMI), biskup Marsylii, święty Kościoła katolickiego.

## Życiorys
Urodził się w stolicy Prowansji we Francji, w rodzinie arystokratyczno-urzędniczej. Rewolucja francuska przerwała mu spokojne dzieciństwo. W obawie przed prześladowaniami wraz z ojcem uciekł do Włoch. Po tułaczce trwającej kilka lat, powrócił do Aix (1802) do domu matki. Rozłąka z ojczyzną, młodzieńcze życie na emigracji i sytuacja rodzinna (rozbicie małżeństwa jego rodziców) pogłębiły pustkę duchową u młodego Eugeniusza.
W Wielki Piątek 1807 roku doznał nawrócenia i postanowił wstąpić on do Seminarium Duchownego św. Sulpicjusza w Paryżu. Tam kształtował się duchowo oraz wytyczył kierunek własnej drogi życiowej w kapłaństwie.
Święcenia przyjął w 1811 roku i powrócił do rodzinnego Aix, gdzie oddał się służbie i ewangelizacji ubogich, więźniów i młodzieży, pozbawionej dotąd opieki duszpasterskiej.
W roku 1816, wraz z innymi kapłanami, założył wspólnotę kapłanów, nazwaną wówczas Misjonarzami Prowansji, której celem była działalność apostolska wśród miejscowej ludności, głównie głoszenie misji parafialnych w lokalnym języku prowansalskim, rozumianym przez prostych ludzi.
17 lutego 1826 roku wspólnota została zatwierdzone przez Stolicę Apostolską pod nazwą Zgromadzenia Misjonarzy Oblatów Maryi Niepokalanej.
14 października 1832 roku Eugeniusz otrzymał sakrę biskupią w kościele św. Sylwestra na rzymskim Kwirynale, a pięć lat później (1837) został mianowany biskupem Marsylii. Włożył wiele pracy w duchowy rozwój diecezji, a także miał swój udział w ogłoszonym dogmacie o Niepokalanym Poczęciu Maryi Panny (1854).
Zmarł otoczony gronem swoich współbraci, którzy śpiewali „Salve Regina”.

## Kult
Beatyfikacja i kanonizacja
Został beatyfikowany 19 października 1975 przez Pawła VI, a 3 grudnia 1995 kanonizowany przez Jana Pawła II. 11 lutego 1996, w rozmowie z ówczesnym generałem o. Marcello Zago OMI, Jan Paweł II powiedział: „Chciałbym w moim życiu dokonać tego, czego on dokonał w tamtych czasach. Wybrałem św. Eugeniusza osobistym patronem w dziele nowej ewangelizacji, a jego relikwie poleciłem umieścić w mojej prywatnej kaplicy”.
Dzień wspomnienia
Wspomnienie liturgiczne św. Eugeniusza de Mazenoda obchodzone jest w dzień jego śmierci.